# ネモ (小惑星)
ネモ (1640 Nemo) は、近日点が火星の軌道にかかっている火星横断小惑星である。
1953年8月9日にベルギーの天文学者シルヴァン・アランがウックルのベルギー王立天文台で発見した。
ジュール・ベルヌのSF小説『海底二万里』（1870年）の主人公ネモ船長にちなんで命名された。